# 293P/Spacewatch
293P/Spacewatch est une comète périodique du système solaire, découverte le 15 novembre 2006 par le programme Spacewatch.